# Simulium akouense
Simulium akouense es una especie de insecto del género Simulium, familia Simuliidae, orden Diptera.
Fue descrita científicamente por Fain & Elsen en 1973.